# Natriummetavanadat
Natriummetavanadat ist eine chemische Verbindung des Natriums mit Vanadium und Sauerstoff aus der Gruppe der Vanadate.

## Vorkommen
Natriummetavanadat kommt natürlich in dem Mineral Metamunirit vor.

## Gewinnung und Darstellung
Natriummetavanadat kann durch Reaktion von Natriumhydroxid mit Vanadium(V)-oxid hergestellt werden.
{\displaystyle \mathrm {2\ NaOH+V_{2}O_{5}\rightarrow 2\ NaVO_{3}+H_{2}O} }

## Eigenschaften

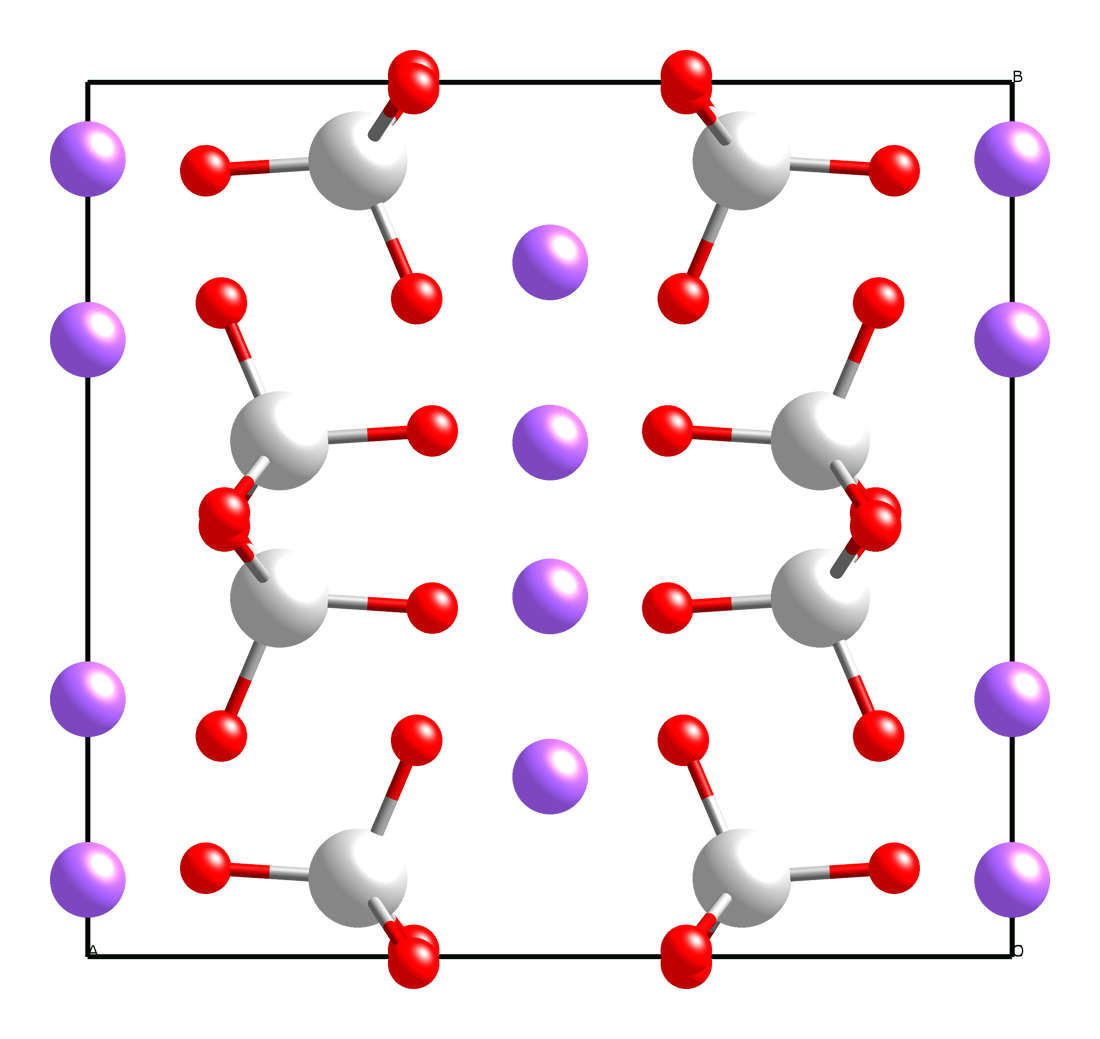
Kristallstruktur von α-Natriummetavanadat

Natriummetavanadat kommt in zwei verschiedenen Kristallstrukturen (alpha und beta) vor. Dabei ist bei Raumtemperatur die orthorhombische β-Struktur stabiler, während bei höheren Temperaturen die monokline α-Phase vorliegt. Zudem ist ein Dihydrat bekannt, dieses kristallisiert unterhalb von 307,75 K aus wässriger Lösung aus, geht an der Luft aber schnell unter Kristallwasserabgabe in β-Natriummetavanadat über.

## Verwendung
Natriummetavanadat wird als Zwischenprodukt bei der Gewinnung von Vanadium aus entsprechenden Erzen sowie als Bestandteil von Korrosionsschutzmitteln, als Katalysator und in der Farb-, Glas- und Keramikindustrie verwendet.